# Nigelle
Nigella
Cet article possède des paronymes, voir Niel, Nielle et Nigel.
Genre
Classification phylogénétique

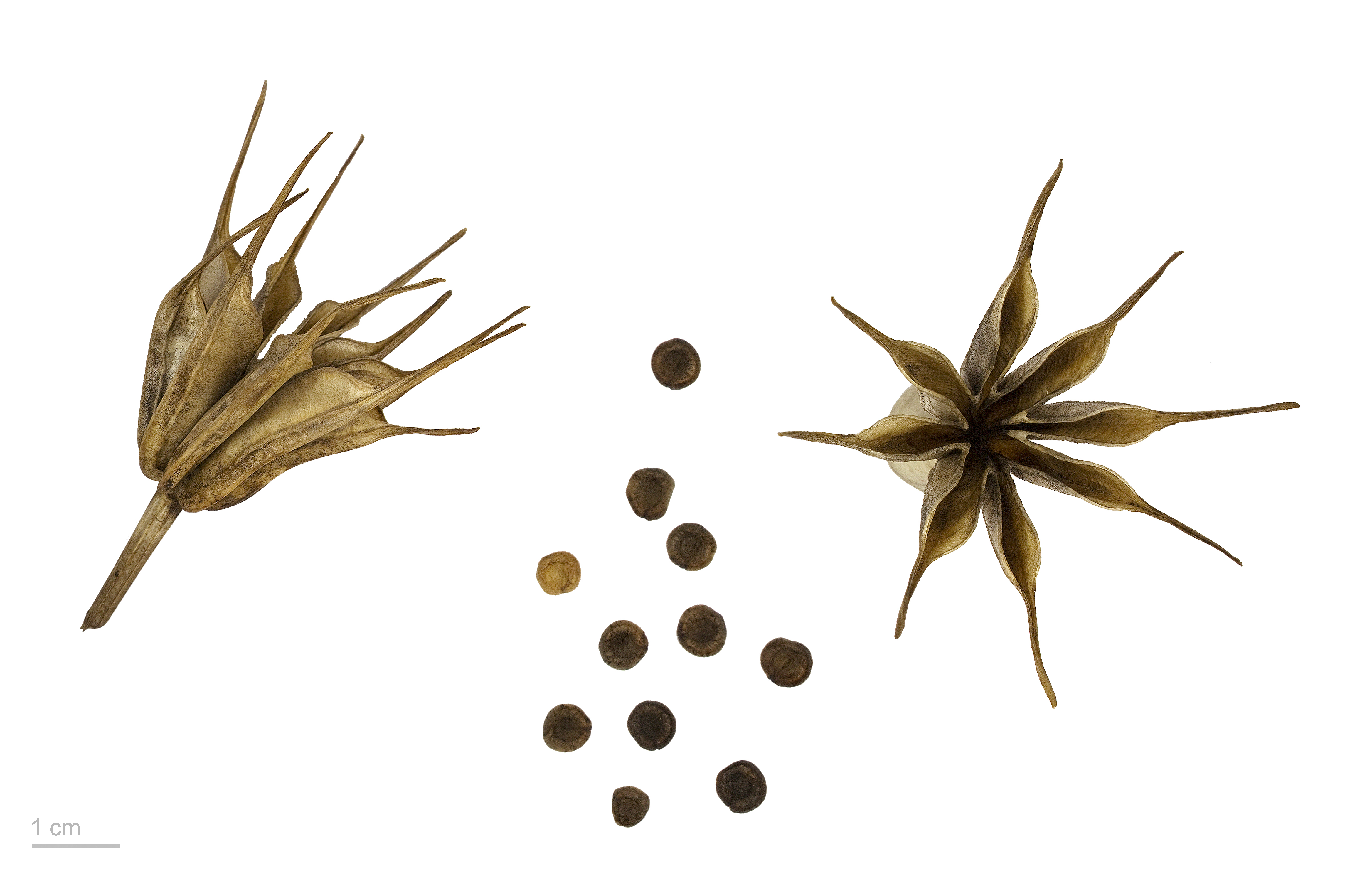
Nigella orientalis au Muséum de Toulouse.

Nigella (les Nigelles) est un genre de plantes à fleurs de la famille des Renonculacées.
Ce sont des plantes herbacées annuelles au feuillage finement découpé. Il en existe une vingtaine d'espèces, toutes originaires d'Eurasie. Certaines étaient autrefois consommées, en graines ou comme épices, et le sont encore dans certains pays d'Orient, ou cultivées comme espèces ornementales.

## Étymologie
Nigella (du latin nigella lui-même de niger signifiant « noir » en référence à la couleur des graines des espèces de ce genre).

## Histoire
La nigelle cultivée (Nigella sativa L. 1753) ou cumin noir est mentionnée dans l’Égypte antique, notamment sous le règne de Néfertiti comme remède universel et appelée « graine bénie ». Son nom peut être retrouvé dans les versions actuelles de la Bible sans qu'elle n'y soit désignée comme une plante médicinale.
Elle est désignée dans le Talmud (bera'hot page 40a) sous le nom de  ketsa'h (קצח), dont il est dit : « Celui qui a l'habitude de manger du ketsa'h n'en viendra pas à souffrir du cœur ». C'est le commentateur Rachi, qui reconnait le ketsa'h comme étant la nigelle. Cependant, dans la suite, il est désigné « comme un des 60 poisons mortels » Dans ce cas, il s'agit sans doute de la Nigelle de Damas, qui est toxique. Le texte semble expliquer que son odeur est nocive, en particulier pour celui qui résiderait près des zones de culture.
Au VIIe siècle, le prophète de l'islam la décrit comme étant une « guérison pour toute maladie ».
Nigella sativa fait partie des plantes dont la culture est recommandée dans les domaines royaux par Charlemagne dans le capitulaire De Villis (fin du VIIIe ou début du IXe siècle).
En 1827, l'article « Nigelle, Nigella » du Dictionnaire classique d'histoire naturelle était le suivant :
« Genre de la famille des renonculacées, tribu des Helléborées et de la Polyandrie Polygynie L., qui présente les caractères suivants : calice à cinq sépales colorés, pétaloïdes, étalés et caducs ; pétales dont le nombre varie de cinq à dix, petits, bilabiés, à onglet fovéolé, nectarifère ; étamines nombreuses ; cinq à six ovaires plus ou moins soudés par la base, terminés par autant de styles longs et simples ; capsules plus ou moins soudées entre elles, terminées en bec par l'allongement et la persistance des styles, déhiscentes par leur côté interne, renfermant plusieurs graines dont l'embryon est linéaire. Les Plantes qui composent ce genre étaient nommées Melanthium par les anciens. Tragus et C. Bauhin se servirent les premiers du mot Nigella, qui fut adopté par Tournefort et Linné ; le nom de Melanthium fut alors appliqué à des végétaux fort différents. Le genre Nigella de Linné fut partagé par Mœnch (Meth. Plant., 311 et 313) en deux, sous les noms de Nigellastrum et Nigella ; mais ces groupes n'ont été considérés que comme des sections génériques par De Candolle (Syst. veget. nat., 1, p. 326). Les Nigelles sont des herbes annuelles, un peu glabres. 

De leur racine grêle et pivotante s'élève une tige droite, rameuse, qui porte des feuilles extrêmement découpées, à segments capillacés. Les fleurs sont solitaires au sommet des tiges et des rameaux. Les capsules sont couvertes de points calleux ou de glandes ; elles contiennent des graines noires (d'où le nom générique), douées d'une odeur et d'une saveur âcre aromatique, et conséquemment usitées comme condiment populaire. 

On a décrit une douzaine d'espèces de Nigelles, que De Candolle a réparties en deux sections. La première (Nigellastrum) est caractérisée par ses sépales jaunâtres, ses étamines nombreuses, disposées en une simple série, ses capsules comprimées, soudées surtout par la base, et ses graines planes, orbiculaires. Elle renferme trois espèces qui croissent dans le Levant, savoir : Nigella orientalis L. , ou Nigellastrum flavum Mœnch ; N. corniculata D.C. ; N. ciliaris, D.C. 

La seconde section (Nigella) se distingue de la précédente par ses sépales blancs ou bleus ; par ses étamines disposées sur plusieurs rangées en huit ou dix phalanges, comme dans l'Aquilegia ; par ses capsules à peine comprimées, soudées entre elles jusqu'à leur milieu ; enfin, par ses graines ovées ou anguleuses. Huit espèces, toutes indigènes des contrées qui forment le bassin de la Méditerranée, composent cette section. Nous ne mentionnerons que les plus remarquables.

La Nigelle d'Espagne, Nigella hispanica L. ; Desf., Fl. atlant. ; Botan. Magaz., tab. 1265, est une plante très-glabre, dont la tige épaisse et anguleuse s'élève à plus d'un pied. Les lobes de ses feuilles sont moins linéaires que ceux du N. arvensis, et ses fleurs sont de la grandeur de celles du N. damascena ; mais elles sont dépourvues d'involucre. Ces fleurs varient pour la couleur ; on en trouve de bleues, et de blanches qui passent au jaunâtre par la dessiccation. Cette espèce croît en Espagne et dans la Barbarie. 

La Nigelle des champs, Nigella arvensis, L., Bulliard, Herb., tab. 126, est une jolie petite plante qui croît en abondance dans les moissons de l'Europe, de la Barbarie et de l'Orient. Elle est très variable sous le rapport de la couleur et de la multiplicité des rangées et des sépales.

La Nigelle cultivée, Nigella sativa L., a des fleurs d'un bleu clair cendré, grandes, solitaires, terminales, non involucrées. Elle est surtout remarquable par ses graines oléagineuses, dont la saveur est âcre, piquante, analogue à celle du poivre. On les emploie comme épices, pour assaisonner certains mets ; de là le nom de toute épice qui leur a été donné. Cette espèce croît dans l'Europe méridionale, et varie beaucoup, de même que la Nigelle des champs. 

La Nigelle de Damas,  Nigella damascena, L., Lamk., Illustr., tab. 488, se distingue facilement à son involucre polyphylle, capillacé, situé immédiatement au-dessous de la fleur et l'enveloppant complètement. C'est la plus belle plante du genre, et on la cultive dans tous les jardins, où elle offre un grand nombre de variétés. Elle est originaire de toute la région méditerranéenne, depuis le Portugal jusqu'au-delà de la mer Noire. »

## Principales espèces
- Nigella sativa, la nigelle cultivée ou cumin noir, est une épice, utilisée en graines, uniquement en petite quantité, car sinon légèrement toxique.
- Nigella damascena, la nigelle de Damas, est une fleur cultivée, toxique.
- Nigella arvensis, la nigelle des champs, est une fleur que l'on retrouvait autrefois dans la culture du blé et qui posait des problèmes aux agriculteurs, car ses grosses graines sont toxiques et se séparent difficilement des grains du blé, mais elle a un rôle à jouer dans l'équilibre écologique et la lutte contre les parasites du blé.
- Nigella gallica : la nigelle de France[6].

## Utilisation pour la santé
Il existe plus de  2 000 études médicales d'universités du monde entier sur la graine de nigelle. Elle possède des propriétés anti-inflammatoires, antioxydantes, anti-mycosiques, antibactériennes,,, anti-fongiques, anti-cancéreuses,,,, antivirales, antihistaminiques… Elle est donc potentiellement un remède contre diverses maladies, mais son efficacité chez l'homme n'est toujours pas démontrée.
Elle existe sous forme de gélules, d'huile ou de poudre, avec des utilisations aussi bien internes qu'externes (en massages). L'huile de nigelle et la poudre de nigelle sont utilisées en traitement de pathologies comme les maladies de la peau, les douleurs musculaires, l'eczéma ou encore le psoriasis, mais aussi l'acné, le diabète, l'asthme, la chute de cheveux non androgénique… L'huile contient presque 60 % d'acide linoléique (oméga 6)[source insuffisante]. Ces indications variées ne sont pas validées par des études cliniques chez l'homme 
La thymoquinone est un composé phytochimique présent dans la plante Nigella sativa et un des principes actifs majeurs de la graine de nigelle.
Une étude in silico de 96 composés phytochimiques de Nigella sativa, identifiant la Nigelladine A comme le composé le plus prometteur pour l'inhibition du SARS-CoV-2 avec les scores d'amarrage les plus élevés pour la protéine spike et Mpro. La dithymoquinone, le kaempférol, la nigelladine B, la nigelladine et le sulfate de nigelladine ont également obtenu des scores d'amarrage élevés.
La nigelle est utilisée en naturopathie.

## Utilisation cosmétique
L'huile de nigelle est également utilisée dans un cadre cosmétique, en lotion pour les cheveux ou en application externe pour hydrater la peau.